# Abispa
Abispa (лат.) — род одиночных ос семейства Vespidae. Известно 6 видов.

## Описание
Встречаются в Австралазии (в Австралии и Новой Гвинее) и в Индо-Малайская область. Крупные ярко окрашенные осы, жёлтовато-чёрные, оранжево-чёрные. Длина Abispa ephippium достигает 3 см. Взрослые самки охотятся на личинок насекомых для откладывания в них яиц, в которых в будущем появится личинка осы.
Сведения о биологии Abispa скудны и ограничиваются несколькими краткими сообщениями, обобщенными в 2004 году. Хотя сами осы не редкость в энтомологических коллекциях, их гнёзда широко рассеяны, хорошо замаскированы и часто спрятаны в хорошо защищенных местах. Единственное долгосрочное, но старое исследование поведения при строительстве гнезда для любого вида Abispa было основано на наблюдениях за одним гнездом A. ephippium (Fabricius); в нем было зафиксировано, что самки этого вида живут долго (2 месяца), гнезда строятся медленно и снабжаются гусеницами. Также имеется только одно сообщение о половом поведении Abispa; оно показывает, что самцы A. ephippium и A. splendida (Guérin-Méneville) патрулируют места, где самки регулярно собирают воду (необходимый источник, дефицитный в засушливой Австралии) и, возможно, у гнезд, и что самцы неоднократно спаривались в этих местах без явных предварительных ухаживаний. Более подробные сведения появились в 2009 году. Abispa включает самых крупных ос Австралии, гончаров с характерными грязевыми гнездами весом до 0,5 кг. В течение 31 дня в окрестностях Кэтрин, Северная Каролина, Австралия, исследователи наблюдали 8 активных гнезд A. ephippium (Fabricius) и вскрыли 16. Гнездование длительное и асинхронное; поколения самок часто перекрываются. Самки проявляют долговременную родительскую заботу в виде усеченного постепенного кормления, удаления мусора, устранения повреждений и нападения на потенциальных захватчиков. Самцы патрулируют места сбора воды, посещают и связываются с активными гнездами, спариваясь там и в полете. Самки активно охраняют гнезда, но бросившие вызов самцы просто отступают. Отличительный воронкообразный вход помогает самкам защищать гнезда физически, но, вероятно, не химически; разобранный для материала для закрытия ячеек, он строится заново для каждой ячейки. Гнезда содержат до 8 ячеек; строительство и обеспечение провизией составляет около 7 дней на ячейку. Единственным паразитом был вид ос-кукушек Stilbum cyanurum Forster. Были обнаружены воровство и узурпация гнезд Pseudabispa paragioides (Meade-Waldo).

## Классификация
- Abispa australiana Mitchell, 1838
- Abispa ephippium (Fabricius, 1775)
- Abispa eximia[англ.] (Smith, 1865)
- Abispa laticincta[англ.] van der Vecht, 1960
- Abispa ruficornis[англ.] van der Vecht, 1960
- Abispa splendida[англ.] (Guérin, 1838)